# 맨 온 파이어 (2004년 영화)
《맨 온 파이어》(영어: Man on Fire)는 2004년 공개된 미국의 스릴러 영화로, A. J. 퀴넬의 소설 《불타는 사나이》를 원작으로 한다. 토니 스콧의 연출작으로 덴절 워싱턴과 다코타 패닝이 출연했다.

## 줄거리
전직 특수부대 출신이자 CIA 요원이었던 존 크리시는 과거의 트라우마와 알코올 중독에 시달리며 방황한다. 그러던 중, 멕시코에서 부유한 사업가의 어린 딸 루피타, 일명 피타의 경호원 일을 맡게 된다. 처음에는 삶에 대한 의욕을 잃었지만, 피타와 교감하며 점차 마음을 열고 그녀를 소중히 여기게 된다. 하지만 행복도 잠시, 피타는 납치되고 크리시는 격렬한 총격전 끝에 큰 부상을 입고 피타를 잃는다.
크리시는 부패한 경찰, 조직 범죄자들로 이루어진 거대한 납치 조직의 존재를 알게 되고, 복수를 다짐하며 무기를 준비한다. 그는 정보를 얻기 위해 납치범들을 잔혹하게 심문하고, 사건의 배후에는 피타의 아버지 사무엘과 그의 변호사 칼푸스가 연루되어 있음을 알게 된다. 사무엘은 아버지의 빚을 갚기 위해 보험금을 노리고 납치를 계획했지만, 부패 경찰의 개입으로 일이 틀어지자 칼푸스를 살해한 뒤 절망에 빠져 자살한다.
크리시는 추적 끝에 납치 조직의 우두머리 "목소리"의 정체를 밝혀내고, 피타를 되찾기 위해 마지막 거래를 제안한다. 격렬한 싸움 끝에 크리시는 피타를 안전하게 돌려보내는 데 성공하지만, 부상 악화로 인해 사망한다. 하지만 그의 희생으로 납치 조직의 우두머리인 "목소리" 또한 체포되어 처벌을 받게 된다. 
한편, 영화에는 또 다른 결말이 존재하는데, 이 결말에서 크리시는 부상에서 회복하여 "목소리"를 찾아가 자폭으로 함께 죽음을 맞이한다.

## 출연
- 덴절 워싱턴 - 존 W. 크리시
- 다코타 패닝 - 과달루페 라모스 / 루피타
- 라다 미첼 - 리사 라모스
- 크리스토퍼 워컨 - 폴 레이번
- 마크 앤서니 - 새뮤얼 라모스
- 잔카를로 잔니니 - 미겔 만사노
- 미키 루크 - 조던 캘퍼스
- 레이철 티코틴 - 마리아나 가르시아 게레로
- 로베르토 소사 - 다니엘 산체스
- 헤수스 오초아 - 빅토르 푸엔테스
- 카르멘 살리나스 - 가디언 쓰리
- 제루 카밀루 - 아우렐리오 산체스
- 로사 마리아 에르난데스 - 마리사 로사스 산체스
- 찰스 파라벤티 - 저지 보이
- 마리오 사라고사 - 호르헤 곤살레스

## 기타
- 원작자: A.J. 퀸넬
- 공동제작: 콘러드 훌
- 협력프로듀서: 돈 페라론
- 협력프로듀서: 피터 토마시스
- 미술: 벤자민 페르난데즈
- 미술: 크리스 시거스
- 세트: 엘리 그리프
- 의상: 루이즈 프로글리
- 배역: 보니 티머먼

## 같이 보기
- 미국 영화